# النساء في الإعلام الرياضي
جمعية النساء في الإعلام الرياضي هي مؤسسة غير ربحية قائمة على عمل المتطوعين بها، تأسست سنة 1987 كشبكة داعمة ومؤيدة للمرأة العاملة في مجال الإعلام الرياضي سواء في الصحافة المكتوبة أو الإعلام السمعي البصري. تتألف الجمعية من أكثر من 700 عضوا نساء ورجالا بينهم مختصون في مجال الصناعة، وأيضا تلاميذ يطمحون إلى العمل في مجال الإعلام الرياضي. تعمل الجمعية من أجل تحفيز و زيادة التنوع في الإعلام الرياضي وذلك من خلال برامج التدريب والمنح الدراسية؛ الذي قدم منح دراسية لقرابة الـ100 طالبة منذ 1990. وكذلك من خلال روابط التوجيه ومبادرات التعزيز الوظيفي.
تكرّم الجمعية سنويا الأشخاص الذين كانوا سببا في تسهيل دخول النساء إلى ميدان الإعلام الرياضي وذلك بجائزة ماري غربر بيونير. و تساعد الجمعية الذين يحاولون تخطى الصعوبات التي تواجههم في مسيراتهم. تأسست الجمعية أوّلا على يد 4 صحفيين رياضيين هم: نانسي كوني،سوزان فورن, ميشال هيملبرغ و كرستين هكشورن. و ذلك بهدف إنشاء شبكة قوية و مجموعة مؤيدة للنساء التي تعمل في الإعلام الرياضي . حضر اجتماع توقيع إتفاقية الجمعية الأولة السنوية عام 1998 أربعين شخصاً في أوكلاند، كاليفورنيا. 

## روابط خارجية
- جمعية النساء في الإعلام الرياضي - الموقع الرسمي (بالإنجليزية)